# Ембрионални развој срца
Ембрионални развој срца, је фетусни период развоја срца који почиње од треће недеље по фертилизацији и траје до рођења. Људска трудноћа по правилу траје око 38 недеља, рачунајући при том период од тренутка оплодње, односно зачећа, до рођења. Првих осам недеља након оплодње људско биће које се формира у утроби мајке, назива се ембрион (што значи „изнутра растуће“). У том периоду, који се назива и ембрионални период, долази до формирања највећег дела органских система људског организма. Са отприлике 17 дана, епибласт ембриона је већ створио три специфична ткива, или језгрине овојнице, које се зову ектодерм, ендодерм, и мезодерм. Из мезодерма се формира срце, крвне ћелије, бубреге, кости, хрскавичаво ткиво, мишићи и друге структуре. Када се прве крвне ћелије појаве у жуманачаној врећи крвни судови се развију у целом ембриону те долази до стварања срчане цеви. Готово одмах након тога, срце које расте великом брзином, почиње да се бразда и у њему се почињу развијати посебне коморе. Срце почиње да куца 3 недеље и 1 дан након оплодње.
Рани ембрионални развој срца и крвотока је неопходан јер ембрион веома брзо расте и не може више да се развија само уз помоћу дифузије хранљивих материја и кисеоника, већ је за то потребан и циркулаторни систем (крвоток). Зато је крвоток први телесни систем, тј група сродних органа, који почиње да функционише у телу још нерођеног детета, са око 113 откуцаја у минути, или отприлике 54.000.000 откуцаја до тренутка рођења..

## Порекло кардиоваскуларног система
Кардиоваскуларни систем углавном потиче од:
- Пресрчаних ћелија које се налазе у епибласту са обе стране примитивног црева. Током гаструлације ове ћелије „путују“ дуж обе стране примитивног црева, и насељавају се на поврашини вентралне мембране где формирају спланхнични (висцерални) мезодерм (пресрчане ћелије)[10][11][12]
- Спланхничког мезодерма, који даје зачетак срца
- Параксијалног и латералног мезодерма у околини отичких плакода
- Ћелија неуралне кресте, пореклом из региона између отичких везикула, као и каудалног краја трећег пара сомита.[1][3]

Првобитни крвни судови поседују зид сачињен само од ендотела (примарни зид), коме се касније придодају околни везивноткивни и глатко - мишићни елементи дајући секундарни зид. У почетним фазама је овај систем обострано симетричан, а касније се та симетрија губи. Крв почиње да циркулише кроз крвне судове кардиоваскуларног система у четвртој недељи.

### Развој срца
Први зачеци срца и циркулаторног система човека уочавају се средином треће недеље ембрионалног развоја. Срце се развија из мезенхима у подручју вентролатералне стране кранијалног дела примитивног црева. У трећој недељи развоја формирају се од мезехимних ћелија две уздужно постављене цевчице, које дају основу за ендокард. Истовремено са формирањем тих цевчица задебљавају висцерални листови бочних плоча у њиховом делу, па се из тог задебљања развија миокард и епикард.
У даљем развоју парна основа ендокарда у облику цевчице помера се према средини и спаја у једну цев.
Првобитни миокард и епикард потпуно окружују ендокардијалну цевчицу. Миокард и епикард повезују ендокардијалну цевчицу са првобитном перикардијалном дупљом уз помоћу дорзалног мезокардијума (лат. mesocardium dorsale) Стим у вези основа миокарда и епикарда обухватају читаву основу ендокарда и одвајају се од висцералних листова бочних плоча. Након тога срчана цев лежи слободно у делу јединствене шупљине, која касније одговара перикардијалној шупљини.
Дорзални мезокардијум (лат. mesocardium dorsale) се губи у средњем делу тако да срчана цев остаје повезана са зидом перикардијалне дупље само на свом кранијалном и каудалном крају. Кроз отвор на дорзалном мезокардијуму комуницирају десна и лева половина перикардијалне дупље.
Срчана цев у почетку лежи високо испод виличног наставка, а затим се полако спушта у грудни кош и помера у леву страну.
Крајем првог месеца срчана цев се сатоји из следећа четири дела идући од његовог каудалног ка кранијални крају (види слику):
- Венски синус (лат. sinus venosus), у који се уливају вене
- Првобитна преткомора
- Првобитна комора
- Срчани булбус (лат. bulbus cordis), излазни део срчане цеви на који се надовезује - (лат. truncus arteriosus)

На спољашњој површини срчане цеви између ових делова налазе се жлебови:
- Између преткоморе и венског синуса, терминални жлеб - лат.
- Између преткоморе и коморе, атривентрикуларни жлеб - лат. sulcus atrioventricularis, који одговара првобитном атриовентрикуларном ушћу.
- Између коморе и срчаног булбуса, булбовентрикуларни жлеб - лат.

Срчана цев расте у дужину брже од околних делова, због тога се она савија и поприма облик латиничног слова „S“. Затим се уврће око уздзужне осовине и то у нивоу прелаза примарне преткоморе у комору, тако да десна страна прелази вентрално, а лева дорзално, док се у нивоу прелаза коморе у булбус врши увртање (торзија) за 90 степени у супротном смеру (види слику).
Венски синус се налази дорзално у односу на преткомору која се налази дорзално у односу на комору.
Преткомора расте у ширину дајући бочне избочине, будуће аурикуле, које обухватају артеријско стабло и булбус (лат. truncus arteriosus et bulbus).

### Формирање интератријалног септум
Најпре настаје примарна (лат. septum primum), а након тога секундарна преграда (лат. septum secundum) које учествују у преграђивање првобитне преткоморе.
| Интератријални септуми                  | Процес формирања |
| --------------------------------------- | --- |
| Септум примум или примарна преграда     | - Прво пружа од дорзокранијалног до вентралног зида. - Затим се пружа каудално према ендокардијалним јастучићима у нивоу атрио-вентрикуларног отвора. - Пре него што се споји са њима ограничава одозго форамен примум, који се касније затвара, а на горњем делу септум примума се јавља други отвор форамен секундум. |
| Септум секундум или секундарна преграда | - Полази од дорзалног ка вентралном зиду десно од септум примума. - Спушта се затим каудално и прекрива горњу ивицу форамена секундума дајући нови отвор који се пружа одоздо навише - форамен овале. - Преко њега крв прелази у једном смеру - из десне у леву преткомору.                                             |

Септум примум и септум секундум се препокривају као црепови на крову куће, при чему септум примум врши функцију валвуле која регулише проток крви кроз овај отвор само у једном смеру. Септум примум сраста са ивицама овалног отвора, након чега се формира фоса овалис на десној страни интраатријалног септума.
Форамен овале се затвара у првих неколико недеља након порођаја, а понекад и до краја друге године живота. У току порођаја дете направи први удах, плућа се шире, снижава се притисак у десном срцу и појачава прилива крви у леву преткомору, у којој расте притисак због чега се у почетку функционално, а затим и анатомски форамен овале затвара. У просечно 70% особа након рођења се спајају примарни и секундарни септум те настаје јединствена, целовита преграда. Непотпуно затварање преграде узрокује настанак преткоморског септалног дефекта.
Са поделом преткоморе, венски синус, који је развучен попречно се трансформише; његова десна половина улази у састав десне преткоморе, а лева половина образује коронарни синус. На ушћу синуса у десну преткомору налазе се две валвуле, десна и лева, које спречавају враћање крви у венски синус. Оне се спајају и дају септум спуријум, који ишчезава и остаје само његов доњи руб; леви залистак улази у састав интератријалног септума; десна се цепа у два крака и даје валвулу доње шупље вене и валвуле коронарног синуса.
Лева преткомора потиче једним делом од плућне вене и две њене главне гране (глатки део), а други део од првобитне цеви.

### Формирање интервентрикуларног септума
Формирање интервентрикуларног септума почиње нешто касније од интератријалног септума. Интервентрикуларни септум почиње да расте од врха примитивне коморе навише ка ендокардијалним јастучићима првобитног атриовентрикуларног отвора. Између његовог врха и ендокардијалних јастучића налази се пролазни интервентрикуларни отвор (лат. foramen interventriculare).
Интервентрикуларни отвор се затвара са формирањем мембранозног дела међукоморне преграде (лат. pars membrancea septi interventricularis), који настаје пролиферацијом везива у ендокардијалним јастучићима и гребеновима срчаног булбуса; растом мембранозног дела септума наниже ка врху мишићног дела септума затвара се интервентрикуларни отвор.
Проксимални део булбуса улази у састав комора, при чему на левој комори он формира аортични вестибулум из кога излази аорта, а на десној комори даје артеријску купу из које излази плућно артеријско стабло
Коморе срца имају двојно порекло: део коморе потиче од примитивне коморе, а део потиче од срчаног булбуса.

### Подела булбуса и артеријског трункуса
Пре него што се комплетира развој међукоморске преграде, у проксималном делу булбуса почиње
пролиферација везива и формирање два спирална гребена (десног и левог), који се пружају ка артеријског трункуса. Спајањем тих гребенова настаје аоротно-плућна преграда (лат. -{septum
aorticopulmonale}-) који дели булбус и трункус на два дела:
- Леви део, који даје усходну аорту или (лат. aorta ascendes) аорту асенденс и
- Десни део, који даје плућни трункус (лат. truncus pulmonalis).

Спирални правац преграде условљава каснији карактеристичан однос плућног трункуса у односу на узлазну аорту (проксимални део плућног трункуса се налази испред, а дистални део позади аорте).
Срчани булбус својим проксималним делом улази у састав срчаних комора, а дистални делом у састав артеријског трункуса. На десној страни формира артеријску купу (инфундибулум), а на левој аортични вестибулум. Граница између та два дела булбуса налази се у нивоу аортног ушћа (лат. ostia arteriosа).
Делови гребена (десног и левог) који остају и након поделе булбуса и трункуса формирају полумесечасте валвуле аорте и валвуле пулмоналног трунккуса.
- Полумесечасти залисци аорте почињу да се развијају из три задебљања субендокардијалног везивног ткива, око отвора аорте, продубљују и преобликују како би се формирала три танка листића аортног залистка.
- Залисци плућног артеријског стабла, почињу такође се развијају од задебљања субендокардијалног везивног ткива, око отвора плућне артерије. И ова задебљања се затим продубљују и преобликују како би се формирала три танка листића плућног залистка.[19]

### Формирање атриовентрикуларних залистака
Пролиферацијом ендокарда у нивоу атриовентрикуларног отвора формирају се пет ендокардијалних јастучића: на средини отвора предњи и задњи, на његовој левој страни један мањи леви и на десној
страни два мања десна (предњи и задњи десни). У шестој недељи се даљим растом предњи и задњи средњи јастучић спајају и деле јединствени атриовентрикуларни отвор на десни и леви атриовентрикуларни отвор.
Латерални делови предњег, задњег и средњег јастучета се спајају и дају десно (лат. cuspis septalis), а лево (лат. cuspis anterio). Лево јастуче ће дати (лат. cuspis posterior valvulae bicuspidalis), а предњи десни јастучић (лат. cuspis anterior), задњи десни (лат. cuspis posterior valvulae tricuspidali). Кусписи валвула су повезани са миокардом комора, при чему током њиховог формирања мишићна влакна која полазе од њихових ивица дају (лат. chordae tendina), на чијим се крајевима развијају папиларни мишићи.